# Richelieu (miniserie televisiva)
Richelieu, nota anche come Richelieu, le cardinal de velours, è una miniserie televisiva del 1977, diretta da Jean-Pierre Decourt.

## Trama

### L'envol du Hobereau
Armand-Jean du Plessis, nato il 9 settembre 1585, cresce, dopo la morte prematura del padre, nello Château de Richelieu, nel Poitou, con la madre, Suzanne de la Porte. La Francia è lacerata da guerre di religione e rivolte aristocratiche. L'insicurezza e l'anarchia regnano nel paese e bande di predoni vagano nell'area, uccidendo e saccheggiando. Armand-Jean è un bambino malaticcio che dimostra grande intelligenza. All'età di nove anni, il giovane Armand-Jean viene inviato a Parigi per frequentare il Collège de Navarre, la più esclusiva ma anche la più severa istituzione educativa dell'epoca. Lì oltre alla grammatica, alla logica e alla teologia, Armand-Jean impara anche il latino, il greco e l'ebraico.
Re Enrico IV - un ugonotto convertitosi al cattolicesimo e che il padre di Richelieu, François du Plessis, aveva già servito - pone fine alle guerre di religione e porta finalmente pace e prosperità in Francia. Il sovrano invia il Duca di Bellegarde, a Firenze dal Granduca di Toscana, Ferdinando I de' Medici, per chiedere la mano di sua nipote Maria de' Medici.
Nel frattempo, il giovane Richelieu sta completando la sua formazione presso l'accademia equestre di Monsieur de Pluvinel, che prepara i gentiluomini alla carriera militare. Ed è proprio lì che, nel 1599, egli rincontra François Leclerc du Tremblay, ex allievo del Collège de Navarre, venuto ad annunciare ai suoi vecchi professori la sua intenzione di abbandonare la vita militare e i suoi titoli per diventare un monaco cappuccino. Destinato anch'egli ad una carriera militare, Richelieu è invece costretto ad affrontare una carriera ecclesiastica quando il fratello minore Alphonse rifiuta la diocesi di Luçon, che la famiglia ha avuto per generazioni, per diventare un monaco certosino.
Senza ulteriori indugi, Richelieu decide di diventare egli stesso vescovo. In fretta e furia, si laurea in teologia. Per ricevere la dispensa essenziale per un uomo di soli 21 anni,si reca a Roma prima, dove incontra Papa Pio V che rimane impressionato della sua conoscenza e la sua memoria fenomenale. Richelieu confessa al Santo Padre che, impaziente di entrare al servizio della Chiesa, ha presentato un certificato di battesimo contraffatto in cui si è invecchiato di qualche anno. Il Papa, colpito da questa confessione diplomaticamente intelligente, lo perdona per aver falsificato documenti e gli fa una profezia: "La tua ascesa sarà ripida e diventerai un grande cattivo!"
Tornato alla corte di Enrico IV, a Richelieu viene impedito di fare carriera a causa della resistenza ostinata dei cortigiani. Certo che il suo genio sia stato frainteso e caduto in una profonda depressione, decide di lasciare Parigi ed assumere attivamente la direzione della sua diocesi. Nella cattedrale esorta i fedeli ad obbedire alle autorità per ristabilire l'ordine nel regno. Per diversi anni Richelieu si dedica instancabilmente ai suoi studi spirituali e si prende cura del rinnovamento della cura pastorale nella sua diocesi, la più povera di tutta la Francia, dove molti hanno aderito alla fede ugonotta riformata. Corre di villaggio in villaggio per incontrare tutti coloro che ha bisogno della consolazione e della sua assistenza sacerdotale e per dare il buon esempio ai suoi sacerdoti.
Tornato a Parigi, Richelieu si avvicina al re che gli confida l'intenzione di muovere guerra contro il Sacro Romano Impero tre giorni dopo l'incoronazione di sua moglie come regina di Francia. Ma solo un giorno dopo l'incoronazione di Maria - il 14 aprile 1610 - il fanatico religioso François Ravaillac uccide Enrico IV. Vista la minore età di Luigi XIII, Maria de' Medici assume la reggenza. Il regno di Francia cade preda di abusi e corruzione, lo stato fu scosso fino al midollo da una serie di favoritismi e di sprechi. Dietro turro questo c'è lo zampino del politico senza scrupoli Concino Concini, ex croupier della regina, che la donna nominerà maresciallo di Francia.
Richelieu torna a Luçon dove è sempre più preoccupato per le lamentele nei confronti dello stato. Inaspettatamente giunge a fargli visita François du Tremblay, ora Padre Giuseppe, fervente predicatore della crociata contro gli Ugonotti. Poiché la regina ha sperperato i soldi destinati alla guerra, vengono convocati gli Stati Generali per approvare nuove finanze. Richelieu si candida e viene eletto deputato della sua diocesi e, alla presenza della regina madre, fa il suo primo discorso importante, elogiando il governo, il 23 febbraio 1615.
Nel frattempo Leonora Galigai, dama di compagnia della regina madre e moglie di Concini, diventa sempre di più confidente di Maria de' Medici e grazie a lei negromanti, astrologi, intriganti e ciarlatani fanno il loro ingresso al Louvre. Quando la reggente si lamenta con lei della difficile situazione finanziaria della corte, Leonora raccomanda Richelieu come consigliere e la regina accetta il suggerimento. 

Poco tempo dopo, Richelieu viene nominato confessore della regina e segretario di Stato e può finalmente trasferirsi a Parigi. Con una citazione dalla Bibbia, esprime la sua gioia per questa nomina: 
.